# Harpale (astronome)
Pour les articles homonymes, voir Harpale.
Harpale (en grec : Ἅρπαλος) est un astronome de la Grèce antique. Né vers 480 av J.-C. et mort à une date inconnue. Cependant, il est plus jeune que son confrère astronome Cléostrate et plus âgé qu'un autre astronome grec Méton.
Harpalos a étudié et amélioré le Calendrier attique, il corrigea le calendrier de Cléostrate de huit cycles en proposant un autre de neuf cycles. Il a notamment déterminé la durée de l'année à 365 jours et 13 heures. Méton corrigea à son tour le calendrier d'Harpalos. Leurs travaux seront repris et approfondis par le grammairien grec Censorin.
Un cratère lunaire porte le nom de l'astronome grec : Harpalus.